# 21687 Filopanti
21687 Filopanti este un asteroid din centura principală de asteroizi.

## Descriere
21687 Filopanti este un asteroid din centura principală de asteroizi. A fost descoperit pe 11 septembrie 1999 la Observatorul San Vittore din Bologna. Asteroidul prezintă o orbită caracterizată de o semiaxă mare de 2,78 ua, o excentricitate de 0,07 și o înclinație de 5,7° în raport cu ecliptica.